# Lingua creola della Guyana francese
La lingua creola della Guyana francese o creolo guianese (da non confondere con la lingua creola guyanese parlata nella limitrofa Guyana) è una lingua creola a base lessicale francese parlata nel dipartimento della Guyana francese.

## Storia
Il creolo si è evoluto principalmente attraverso il contatto fra i coloni francofoni e gli schiavi neri di provenienza africana, sovrapponendo quindi a un substrato prettamente francese (notabilmente il dialetto cadiano) forme lessicali tipicamente africane, oltre a numerose parole di origine amerindia (specialmente per quanto concerne i nomi di piante ed animali) e a prestiti più o meno consistenti provenienti da inglese, olandese, spagnolo e portoghese del Brasile, ricevuti durante gli scambi più o meno turbolenti con nazioni limitrofe e rivali.
Nel 1975 è stato fondato dal professore Jean Bernabé un organo, denominato G.E.R.E.C. (Groupe d'Études et de Recherches en Espace Créolophone, "gruppo di studio e di ricerca in ambito creolofono"), volto allo studio dell'evoluzione della lingua e della cultura delle popolazioni cosiddette "creole", con riguardo particolare per i creoli dell'area francofona.

## Ortografia e fonologia
Il creolo della Guiana francese si presenta molto simile alla lingua creola delle Antille, in particolare a quello di Guadalupa e della Martinica, mentre è originariamente più discosto dal creolo haitiano, al quale si sta tuttavia avvicinando negli ultimi anni grazie ai prestiti linguistici mutuati dalla massiccia immigrazione haitiana nel dipartimento.
Questo creolo si basa ampiamente sull'alfabeto francese, sebbene siano presenti alcune differenze anche importanti:
- la lettera q viene sostituita dalla lettera k;
- la lettera x viene sostituita dalla lettera z;
- la lettera c non appare, se non in associazione alla h nel diagrafo ch, indicante il suono [ʃ] (sc di scimmia, come la parola cheval - in francese "cavallo" - che in creolo guianese si dice chouval), mentre solitamente viene sostituita anch'essa dalla lettera k quando ha un suono duro (come nella parola comment, "come", che diventa kouman in creolo guianese ) e s quando ha un suono dolce;
- la lettera j (indicante il suono [ʒ]) viene sostituita dalla lettera z e letta in questo modo;
- manca il suono [y], sostituito graficamente e fonologicamente da [i] (ad esempio il verbo francese user, "usare", diventa iser);
- il diagrafo [wɑ] (ad esempio moi - "me"/"io" - ) diventa [ɔ], ed in generale tutte le vocali nasali scompaiono (ad esempio la parola bonjour, "buongiorno", pronunciata [bɔ̃ʒuːʁ] in Francia, viene resa in  creolo guianese come [bonzu]);
- l'articolo determinativo segue il nome ed al singolare viene reso con -a (es. tab-a, "tavolo") mentre al plurale viene reso con -ya (es. tab-ya, "tavoli") o -yan per parole che terminano con m o n (es. timoun-yan, "i bambini"): l'articolo indeterminativo è invece solo singolare e si rende con oun (es. oun fanm, "una donna"), mentre al plurale non viene reso. Da notare che l'articolo specifica il genere essendo uguale per il maschile ed il femminile, sicché esso deve essere specificato se necessario (oun chyen indica "un cane" generico, mentre per indicarne il sesso bisogna dire oun fimèl chyen se femmina o oun mal chyen se maschio);

Di seguito sono riportati i pronomi personali in creolo (dove essi precedono il verbo in tutti i tempi tranne che nell'imperativo), francese ed italiano, e gli aggettivi possessivi nelle tre lingue;
| creolo guianese | francese    | italiano    |
| --------------- | ----------- | ----------- |
| mo              | je          | io          |
| to / ou         | tu / vous   | tu / voi    |
| i / li          | il / elle   | egli / ella |
| nou             | nous        | noi         |
| zòt             | vous        | voi         |
| yé              | ils / elles | essi        |

| creolo guianese | francese       | italiano                          |
| --------------- | -------------- | --------------------------------- |
| mo              | mon / ma / mes | mio / mia / mie                   |
| to / ou         | ton / ta / tes | tuo / tua / tue                   |
| so              | son / sa / ses | suo / sua / sue                   |
| nou             | nôtre / nos    | nostro / nostra / nostri / nostre |
| zòt             | vôtre / vos    | vostro / vostra / vostri /vostre  |
| yé              | leur / leurs   | loro                              |